# 1997년 12월
| 1997년: 1월 · 2월 · 3월 · 4월 · 5월 · 6월 · 7월 · 8월 · 9월 · 10월 · 11월 · 12월 |

| <          | 1997년 12월 | 1997년 12월  | 1997년 12월 | 1997년 12월 | 1997년 12월 | >          |
| 일         | 월          | 화           | 수          | 목          | 금          | 토         |
|            | 1 11.2 정축 | 2 3 무인     | 3 4 기묘    | 4 5 경진    | 5 6 신사    | 6 7 임오   |
| 7 8 계미   | 8 9 갑신    | 9 10 을유    | 10 11 병술  | 11 12 정해  | 12 13 무자  | 13 14 기축 |
| 14 15 경인 | 15 16 신묘  | 16 17 임진   | 17 18 계사  | 18 19 갑오  | 19 20 을미  | 20 21 병신 |
| 21 22 정유 | 22 23 무술  | 23 24 기해   | 24 25 경자  | 25 26 신축  | 26 27 임인  | 27 28 계묘 |
| 28 29 갑진 | 29 30 을사  | 30 12.1 병오 | 31 2 정미   |             |             |            |

| 편집하기 |

## 1997년12월 3일
- 대한민국이 IMF 구제금융 요청 양해 각서를 체결하였다.

## 1997년12월 16일
- 환율 제한폭이 철폐되다. 한화그룹, 한화에너지와 한화에너지 플라자 매각 결정.
- 일본에서 포켓몬스터 38화인 전뇌전사 폴리곤을 시청하던 600명 이상의 어린이들이 발작을 일으켜 1998년 4월 15일까지 119일 동안 방영되지 않는 사건이 일어나다.

## 1997년12월 18일
- 김대중이 대한민국 제15대 대통령으로 당선되었다.

## 1997년12월 22일
- 전두환, 노태우 전 대통령이 특별사면으로 석방되었다.

## 1997년12월 30일
- 대한민국에서 흉악범 23명에 대한 사형이 집행되었다.